# Charles Philippe Lafont

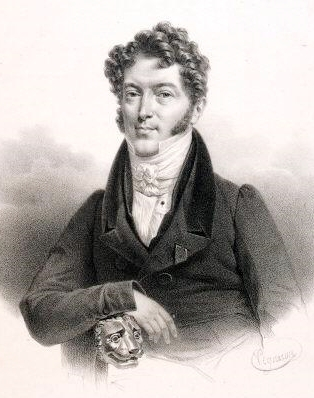
Charles Philippe Lafont.

Charles Philippe Lafont, född 1 december 1781 i Paris, död 23 augusti 1839 (genom olyckshändelse), var en fransk violinist och tonsättare. 
Lafont erhöll sin utbildning av Rodolphe Kreutzer och Pierre Rode, gjorde tidigt konsertresor i Europa, blev 1809 kammarvirtuos i Sankt Petersburg samt fick 1815 en liknande befattning i Paris. Han var en utmärkt violinvirtuos, i synnerhet i den graciösa genren. Han skrev en mängd kompositioner för violin (bland annat sju konserter) samt två små operor och inemot 200 på hans tid allmänt omtyckta romanser.